# Battaglia dell'Île Ronde
La battaglia dell'Île Ronde fu uno scontro navale minore tra la Marina francese e la Royal Navy britannica al largo dell'Île de France, attuale Mauritius, nelle prime fasi delle guerre rivoluzionarie francesi. La battaglia venne combattuta per il controllo delle acque attorno all'Île de France, zona sottoposta ad un blocco navale francese dal momento che gruppi di navi corsare francesi operavano dall'isola mettendo a dura prova il commercio inglese verso l'India britannica e la Cina.
Nel tentativo di neutralizzare le forze dell'isola, il comandante inglese della regione, Peter Rainier, ordinò alla HMS Centurion (50 cannoni) ed alla HMS Diomede (44 cannoni) di istituire un blocco navale che iniziò nell'ottobre del 1794. Costretti dalla mancanza di risorse e dalle ribellioni della popolazione locale schiavizzata, il comandante navale francese Jean-Marie Renaud guidò un piccolo squadrone comprendente le fregate Cybèle e Prudente ed altri tre vascelli per distogliere dalla sua posizione lo squadrone inglese. Il 22 ottobre, gli squadroni si incontrarono al largo dell'Île Ronde, un'isoletta a nord dell'Île de France.
La battaglia durò due ore e un quarto, tempo nel quale la Centurion e Cybèle combatterono un duello ravvicinato da cui uscirono entrambe danneggiate. Supportata dal resto dello squadrone, la Cybèle si ritirò, mentre la Centurion, senza il supporto della distante Diomede, venne costretta anch'essa a ritirarsi per subire delle riparazioni. Incapace di continuare il blocco, le forze francesi tornarono in India, ottenendo così i rifornimenti necessari per raggiungere l'Île de France. Per la necessità di una campagna contro il Ceylon olandese e le Indie Orientali olandesi, il blocco inglese all'Île de France non venne rinnovato e i francesi colsero l'occasione per incrementare la loro attività piratesca nell'area.

## Antefatto
La guerra tra la Repubblica Francese ed il Regno di Gran Bretagna iniziò il 1 febbraio 1793, ma la notizia dello scoppio del conflitto raggiunse inglesi e francesi nelle colonie dall'11 giugno 1793. La fortezza maggiore dei francesi nell'Oceano Indiano era sull'Île de France ed a Réunion, molto ad ovest delle basi inglesi di Bombay e Madras nell'India britannica. Un piccolo squadrone di fregate, supportato da alcune navi da guerra più piccole e da gruppi di corsari, iniziarono ad operare dall'isola sino alle coste inglesi nel'Oceano Indiano.
Per contrastare questa minaccia, il comandante inglese nella regione, il capitano Peter Rainier ordinò a due delle sue navi di istituire un blocco navale nell'isola nell'estate del 1794. Le forze di Rainer comprendevano la HMS Centurion (50 cannoni) al comando del capitano Samuel Osborne e la fregata HMS Diomede (44 cannoni) al comando del capitano Matthew Smith. Assieme le due navi salparono da Madras il 30 agosto 1794, fermandosi nel porto alleato di Trincomalee nel Ceylon olandese e nell'isola francese indifesa di Rodrigues prima di giungere al largo dell'Île de France in ottobre.
L'Île de France era in subbuglio dallo scoppio della rivoluzione francese e nel 1792 il partito repubblicano sull'isola aveva preso il controllo dell'area. Nel 1794 vi vennero arrestati dei sospetti realisti tra cui il comandante navale Armand de Saint-Félix, ma la loro esecuzione venne fermata dall'arrivo della notizia che la Convenzione Nazionale aveva abolito la schiavitù anche nelle colonie. Solo l'intervento del governatore Malartic riuscì a prevenire ulteriori rivolte. La preoccupazione quindi dei francesi era evitare che ulteriori problemi potessero insorgere per ridurre lo squadrone navale, comandato ora dal capitano Jean-Marie Renaud, d'istanza a Port Louis.

## La battaglia
L'arrivo dello squadrone del blocco inglese, malgrado le difficoltà sull'isola, spinse Renaud ad intervenire in difesa del possedimento francese. Sebbene le difese sull'Île de France fossero ben preparate agli ordini di Malartic, i rifornimenti di cibo stavano diminuendo, con solo del riso disponibile in quantità sufficienti a sostenere la truppa. Una potenziale carestia ed una conseguente rivolta sociale erano un pericolo serio e Renaud salpò immediatamente per intercettare la Centurion e la Diomede. Lo squadrone francese comprendeva la Cybèle (40 cannoni) al comando del capitano Pierre Tréhouart, la Prudente (36 cannoni) al comando di Renaud, ed il bricco Coureur (14 cannoni) al comando del tenente di vascello Garaud. Le corvette corsare Jean-Bart e Rosalie (20 cannoni) oltre all'aviso Sans-Culotte davano il resto del supporto.. Le ciurme delle navi erano state aumentate con l'apporto di volontari tra cui il giovane Robert Surcouf imbarcato a bordo della Cybèle.
Lo squadrone di Renaud salpò il 19 ottobre ponendosi da subito alla ricerca degli inglesi a nord dell'isola. Alle 11:00 del 22 ottobre, presso l'isoletta disabitata di Île Ronde a nordovest dell'Île de France, i francesi avvistarono le navi inglesi. Osborne diede l'ordine di salpare verso lo squadrone francese; Renaud rispose formando con le sue navi una linea di battaglia ed avanzando contro il nemico. La Prudente guidava la linea francese, seguita dalla Cybèle, dalla Jean-Bart e dalla Coureur, ma Osborne si focalizzò sulla Prudente e la Cybèle.
I primi spari si ebbero alle 15:29 quando la Prudente lanciò una bordata alla Centurion, seguita immediatamente dal fuoco nemico. La Centurion venne danneggiata nello scontro ed alle 16:00 aveva subito ormai pesanti danni. A questo punto Renaud ordinò al suo squadrone di ritirarsi per poter meglio mirare alla Centurion.
La Cybèle passò nel raggio d'azione della Centurion e colpì quest'ultima nave al castello. La Centurion cercò comunque di danneggiare la Cybèle che non fu in grado di ritirarsi per tempo a causa dei venti deboli; le due navi, grandi ma immobilizzate, iniziarono così un duello a corto raggio. Per più di un'ora lo scambio di colpi continuò ferocemente, con Renaud che non era in grado di intervenire e Smith che ripetutamente si rifiutava di andare incontro ad Osborne rimanendo a lungo raggio e contribuendo con colpi intermittenti ed imprecisi ad attaccare la Cybèle. All 17:15 una leggera brezza permise a Tréhouart di portare la Cybèle lentamente verso le forze di Renaud malgrado i danni. Alle 17:45, presso la Prudente, il gruppo decise di ritirarsi faticosamente in direzione dell'Île de France, e lo stesso fecero gli inglesi in direzione opposta.

### Ordine di battaglia
| nave                                        | Comandante                  | Marina | Cannoni | Tonnellate | Peso della bordata  | Complemento | Perdite | Perdite | Perdite |
| nave                                        | Comandante                  | Marina | Cannoni | Tonnellate | Peso della bordata  | Complemento | Morti   | Feriti  | Totale  |
| ------------------------------------------- | --------------------------- | ------ | ------- | ---------- | ------------------- | ----------- | ------- | ------- | ------- |
| HMS Centurion                               | Capitano Samuel Osborne     |        | 54      | 1044bm     | 462 libbre (210 kg) | 315         | 3       | 23      | 26      |
| HMS Diomede                                 | Capitano Matthew Smith      |        | 54      | 891 bm     | 408 libbre (185 kg) | 297         | 0       | 0       | 0       |
|                                             |                             |        |         |            |                     |             |         |         |         |
| Prudente                                    | Commodoro Jean-Marie Renaud |        | 40      | 600        | 280 libbre (130 kg) | 300         | 15      | 20      | 35      |
| Cybèle                                      | Capitano Pierre Tréhouart   |        | 44      | 744        | 410 libbre (190 kg) | 330         | 22      | 62      | 84      |
| Jean-Bart                                   |                             |        | 20      | 500        | sconosciuto         | 180         | 1       | 5       | 6       |
| Coureur                                     | Tenente di vascello Garaud  |        | 14      | 80         | 28 libbre (13 kg)   | sconosciuto | 0       | 0       | 0       |
| Fonte: Harvnb, Clowes, 1997 [1899], p. 488. |                             |        |         |            |                     |             |         |         |         |

## Conseguenze
L'immediato risultato della battaglia fu inconcludente in quanto entrambi gli squadroni decisero di ritirarsi e con pesanti danni. Le perdite francesi furono notevoli con 15 morti e 20 feriti a bordo della Prudente, tra cui Renaud che rimase anch'egli ferito, e 22 morti e 62 feriti sulla Cybèle. Un marinaio venne ucciso e cinque furono feriti a bordo della Jean-Bart, mentre la Courier non ebbe alcuna perdita. Per contro, la Centurion ebbe solo tre morti e 23 feriti e la Diomede nessuno, ma i danni alla nave di Osborne furono critici; mentre Renaud poté riparare velocemente le sue navi al vicino porto di Port Louis, la Centurion dovette tornare in India a diverse miglia di distanza per eseguire le riparazioni. Osborne venne pertanto costretto ad abbandonare il blocco con la Centurion che salpò alla volta di Bombay e la Diomede verso Madras.
L'azione ebbe ripercussioni per Smith, il cui fallimento nel supportare Osborne venne subito notato; sebbene Smith disse di essere stato semplicemente intenzionato a mantenere l'ordine di battaglia, successivamente emersero le sue responsabilità ed il suo netto rifiuto ad eseguire gli ordini di Osborne, probabilmente per contrasti interni. Osborne chiese per lui la corte marziale per ulteriori indagini. Il comportamento di Smith venne giudicato inaccettabile e per questo venne licenziato dalla marina inglese, anche a causa del fatto che aveva perso la Diomede, incagliata nelle rocce della baia di Trincomalee il 2 agosto 1795 durante l'invasione di Ceylon. Smith si appellò alla sentenza e venne restaurato come capitano nel 1798 ma non riprese più servizio attivo e decise di ritirarsi nel 1806.
Gli storici inglesi hanno evidenziato come il rifiuto di Smith di eseguire gli ordini dati probabilmente fu la causa dell'inconcludenza della battaglia. William James scrisse che il suo comportamento fu "la principale ragione per cui la Cybèle, alla fine, non venne catturata dagli inglesi". C. Northcote Parkinson considerò l'azione come "inconcludente" riprendendo la teoria di James secondo la quale l'intervento di Smith avrebbe potuto dare come risultato la vittoria degli inglesi.
Sull'Île de France la dipartita del blocco navale inglese portò al fatto che diversi vascelli, in particolare quelli americani, ripresero a sbarcare con rifornimenti di cibo provenienti da Tamatave e dal Madagascar, allontanando così il pericolo di una carestia. Corsari francesi ripresero anche ad operare contro i mercantili inglesi, in particolare nella Baia del Bengala. Con lo squadrone di Renaud ancorato a Port Louis, Rainier era intenzionato a riprendere le sue operazioni ma venne fermato dai monsoni e da falsi rapporti riguardanti la posizione degli inglesi.